# Johann Julius Walbaum
Johann Julius Walbaum (Wolfenbüttel, 30 de junio de 1724 - Lübeck, 21 de agosto de 1799) fue un médico, naturalista, ictiólogo y taxónomo alemán.

## Obra
Fue el primero en describir muchas especies previamente desconocidas de lugares remotos del planeta, tales como la barracuda (Sphyraena barracuda), el salmón Chum (Oncorhynchus keta) del río Kamchatka en Siberia, y el curimatá-pacú (Prochilodus marggravii) del río São Francisco en Brasil.
Además fue el primero en observar la acción preventiva de la utilización de guantes contra infecciones durante la cirugía médica. (los guantes eran hechos del ciego de las ovejas en vez de caucho, que aún no había sido descubierto).
Constituyó un gran gabinete de curiosidades en Lübeck y se dio a conocer por sus publicaciones sobre los peces y las tortugas. 
En ictiología, su principal contribución fue la reedición del libro Peter Artedi (1705-1735) que presenta todas las especies conocidas a la época, aumentadas por una bibliografía puesta al día por Walbaum. Describió 200 nuevas especies, 43 siguen válidas hasta hoy, según los criterios de Carlos Linneo. Renombra así las especies creadas por Johann David Schöpf (1752-1800), Georg Wilhelm Steller (1709-1746), Thomás Pennant (1726-1798) y Stephan Petrovich Krascheninnikov (1713-1755). Este libro será severamente criticado por Georges Cuvier.
El Museo de Historia Natural de Lübeck (Museum für Natur und Umwelt Lübeck), abierto en 1893, se basó en la extensa colección científica de Walbaum.

## Algunas publicaciones
- Disputatio … de venæ sectione, 1749
- Index pharmacopolii completi cum calendario pharmaceutico, Gleditsch, Leipzig 1767-69
- Beschreibung von vier bunten Taubentauchern und der Eidergans, Lübeck 1778
- Chelonographia oder Beschreibung einiger Schildkröten nach natürlichen Urbildern, Gleditsch, Leipzig und Lübeck 1782

## Literatura
- Nicolaus Heinrich Brehmer: Dem Andenken eines geschätzten Arztes D. Johann Julius Walbaum gewidmet. Lübeck 1799
- H. P. Müller: Der Ichthyologe und Schildkrötenforscher Johann Julius Walbaum. In: Die Heimat 50:195-197, Neumünster 1973

## Fuente
- Müller H.P. (1973). Der Ichthyologe und Schildkrotenforscher Johann Julis Walbaum. Die Heimat (Neumünster) 50 : 195-197.

## Abreviatura (zoología)
La abreviatura Walbaum  se emplea para indicar a Johann Julius Walbaum como autoridad en la descripción y taxonomía en zoología.